# Liga Mistrzów UEFA (2016/2017)/Faza kwalifikacyjna
Artykuł prezentuje szczegółowe dane dotyczące rozegranych meczów mających na celu wyłonienie grupy 10 drużyn spośród 56 zespołów piłkarskich, które wzięły udział w fazie kwalifikacyjnej Ligi Mistrzów UEFA 2016/2017.

## Terminarz
| Faza         | Runda                         | Data losowania  | Pierwszy mecz       | Drugi mecz          |
| ------------ | ----------------------------- | --------------- | ------------------- | ------------------- |
| Kwalifikacje | Pierwsza runda kwalifikacyjna | 20 czerwca 2016 | 28-29 czerwca 2016  | 5–6 lipca 2016      |
| Kwalifikacje | Druga runda kwalifikacyjna    | 20 czerwca 2016 | 12–13 lipca 2016    | 19–20 lipca 2016    |
| Kwalifikacje | Trzecia runda kwalifikacyjna  | 15 lipca 2016   | 26–27 lipca 2016    | 2–3 sierpnia 2016   |
| Play-off     | Runda play-off                | 5 sierpnia 2016 | 16–17 sierpnia 2016 | 23–24 sierpnia 2016 |

## I runda kwalifikacyjna
Do startu w I rundzie kwalifikacyjnej uprawniono 8 drużyn, z czego 4 zostały rozstawione. Losowanie odbyło się 20 czerwca 2016 roku. Pierwsze mecze zostały rozegrane 27 i 28 czerwca, natomiast rewanże odbyły się 5 i 6 lipca.
| The New Saints F.C. | 5,200 |
| Valletta FC         | 4,466 |
| Flora Tallinn       | 3,350 |
| FC Santa Coloma     | 2,699 |

| B36 Tórshavn     | 1,975 |
| Lincoln Red Imps | 1,700 |
| Alaszkert        | 1,325 |
| SP Tre Penne     | 1,316 |

Wsp. – wartość współczynnika klubowego
Pogrubioną czcionką wyróżniono zespoły, które awansowały do kolejnej rundy.
| Drużyna 1                            | Wynik dwumeczu | Drużyna 2        | Pierwszy mecz | Drugi mecz |
| ------------------------------------ | -------------- | ---------------- | ------------- | ---------- |
| Flora Tallinn                        | 2:3            | Lincoln Red Imps | 2:1           | 0:2        |
| The New Saints F.C.                  | 5:1            | SP Tre Penne     | 2:1           | 3:0        |
| Valletta FC                          | 2:2 br. wyj.   | B36 Tórshavn     | 1:0           | 1:2        |
| FC Santa Coloma                      | 0:3            | Alaszkert        | 0:0           | 0:3        |
| Po lewej gospodarz pierwszego meczu. |                |                  |               |            |

### Pierwsze mecze
| 128 czerwca 2016 | Flora Tallinn             | 2:1   | Lincoln Red Imps |                                                         |
| 18:00 CET        | Alliku 35' · Sappinen 49' | (2:0) | 57' Chipolina    | A. Le Coq Arena, Tallinn Widzów: 886 Sędzia: Rob Harvey |

| 228 czerwca 2016 | The New Saints F.C.      | 2:1   | SP Tre Penne   |                                                               |
| 20:00 CET        | Quigley 13' · Mullan 40' | (2:1) | 16' Fraternali | Park Hall, Oswestry Widzów: 712 Sędzia: Trustin Farrugia Cann |

| 328 czerwca 2016 | Valletta FC | 1:0   | B36 Tórshavn |                                                             |
| 19:00 CET        | Falcone 59' | (0:0) |              | Hibernians Ground, Paola Widzów: 1151 Sędzia: Radu Petrescu |

| 428 czerwca 2016 | FC Santa Coloma | 0:0 | Alaszkert |                                                                            |
| 20:00 CET        |                 |     |           | Estadi Comunal d’Andorra la Vella, Andora Widzów: 600 Sędzia: Alex Troleis |

### Rewanże
| 15 lipca 2016 | Alaszkert                                              | 3:0   | FC Santa Coloma |                                                            |
| 17:00 CET     | V. Minasyan 12' · Gyozalyan 84' · Artur Yedigaryan 88' | (1:0) |                 | Hanrapetakan, Erywań Widzów: 2100 Sędzia: Aleksandr Alijew |

| 25 lipca 2016 | B36 Tórshavn                     | 2:1   | Valletta FC |                                                          |
| 19:00 CET     | Thorleifsson 11' · Agnarsson 66' | (1:1) | Falcone 24' | Gundadalur, Thorshavn Widzów: 850 Sędzia: Roomer Tarajev |

| 35 lipca 2016 | SP Tre Penne | 0:3   | The New Saints F.C.                    |                                                                  |
| 20:30 CET     |              | (0:1) | Quigley 45' · Edwards 47' · Draper 90' | Stadion Olimpijski, Serravalle Widzów: 743 Sędzia: Lorenc Jemini |

| 46 lipca 2016 | Lincoln Red Imps                     | 2:0   | Flora Tallinn |                                                                |
| 19:00 CET     | J. Chipolina 15' (k.) · Calderón 79' | (1:0) |               | Victoria Stadium, Gibraltar Widzów: 1020 Sędzia: Alain Durieux |

## II runda kwalifikacyjna
Do startu w II rundzie kwalifikacyjnej uprawnione były 34 drużyny (4 z poprzedniej rundy), z czego 17 było rozstawionych. Losowanie odbyło się 20 czerwca. Pierwsze mecze rozegrano w dniach 12–13 lipca, natomiast rewanże odbyły się tydzień później.
Uwaga: Losowanie II rundy kwalifikacyjnej odbyło się przed zakończeniem I rundy, więc rozstawienia dokonano przyjmując założenie, że awans uzyska drużyna z wyższym współczynnikiem w poprzedniej rundzie.
    drużyny, które awansowały z I rundy kwalifikacyjnej
| Drużyny rozstawione    |        |
| Drużyna                | Wsp.   |
| Red Bull Salzburg      | 42,520 |
| Dinamo Zagrzeb         | 25,775 |
| Qarabağ FK             | 13,475 |
| Sheriff Tyraspol       | 10,575 |
| AS Trenczyn            | 5,400  |
| Drużyny nierozstawione |        |
| Drużyna                | Wsp.   |
| F91 Dudelange          | 5,050  |
| Hapoel Beer Szewa      | 4,725  |
| Olimpija Lublana       | 4,625  |
| Wardar Skopje          | 4,200  |
| FK Liepāja             | 1,075  |

| Drużyny rozstawione                |        |
| Drużyna                            | Wsp.   |
| APOEL Nikozja                      | 35,935 |
| Legia Warszawa                     | 28,000 |
| Łudogorec Razgrad                  | 25,625 |
| FK Astana                          | 12,575 |
| Skënderbeu Korcza Partizani Tirana | 7,825  |
| Dinamo Tbilisi                     | 5,875  |
| Drużyny nierozstawione             |        |
| Drużyna                            | Wsp.   |
| Žalgiris Wilno                     | 4,925  |
| The New Saints F.C.                | 5,200  |
| Ferencvárosi TC                    | 3,475  |
| Zrinjski Mostar                    | 3,175  |
| Alaszkert                          | 2,699  |
| Mladost Podgorica                  | 2,475  |

| Drużyny rozstawione       |        |
| Drużyna                   | Wsp.   |
| Celtic                    | 40,460 |
| BATE Borysów              | 34,000 |
| FC København              | 24,720 |
| Rosenborg BK              | 12,850 |
| FK Crvena zvezda          | 7,175  |
| FH                        | 5,750  |
| Drużyny nierozstawione    |        |
| Drużyna                   | Wsp.   |
| Lincoln Red Imps          | 3,350  |
| IFK Norrköping            | 3,925  |
| Crusaders F.C.            | 3,400  |
| Valletta FC               | 4,466  |
| Dundalk F.C.              | 2,590  |
| Seinäjoen Jalkapallokerho | 1,730  |

Wsp. – wartość współczynnika klubowego
Pogrubioną czcionką wyróżnione zespoły, które awansowały do kolejnej rundy.
Niebieską ramką zaznaczono drużyny, które w poprzedniej rundzie wyeliminowały drużynę o wyższym współczynniku i były losowane według współczynnika rywala (losowanie tej rundy odbyło się przed zakończeniem poprzedniej).
| Drużyna 1                            | Wynik dwumeczu | Drużyna 2                 | Pierwszy mecz | Drugi mecz  |
| ------------------------------------ | -------------- | ------------------------- | ------------- | ----------- |
| Qarabağ FK                           | 3:1            | F91 Dudelange             | 2:0           | 1:1         |
| Hapoel Beer Szewa                    | 3:2            | Sheriff Tyraspol          | 3:2           | 0:0         |
| Olimpija Lublana                     | 6:6 (br. wyj.) | AS Trenczyn               | 3:4           | 3:2         |
| Red Bull Salzburg                    | 3:0            | FK Liepāja                | 1:0           | 2:0         |
| Wardar Skopje                        | 3:5            | Dinamo Zagrzeb            | 1:2           | 2:3         |
| The New Saints F.C.                  | 0:3            | APOEL Nikozja             | 0:0           | 0:3         |
| Zrinjski Mostar                      | 1:3            | Legia Warszawa            | 1:1           | 0:2         |
| Łudogorec Razgrad                    | 5:0            | Mladost Podgorica         | 2:0           | 3:0         |
| Dinamo Tbilisi                       | 3:1            | Alaszkert                 | 2:0           | 1:1         |
| Žalgiris Wilno                       | 1:2            | FK Astana                 | 0:0           | 1:2         |
| Skënderbeu Korcza                    | Odwołany       | Ferencvárosi TC           |               |             |
| Partizani Tirana                     | 2:2 (k. 3:1)   | Ferencvárosi TC           | 1:1           | 1:1 (dogr.) |
| BATE Borysów                         | 4:2            | Seinäjoen Jalkapallokerho | 2:0           | 2:2         |
| Valletta FC                          | 2:4            | FK Crvena zvezda          | 1:2           | 1:2         |
| Rosenborg BK                         | 5:4            | IFK Norrköping            | 3:1           | 2:3         |
| Dundalk F.C.                         | 3:3 (br. wyj.) | FH                        | 1:1           | 2:2         |
| Lincoln Red Imps                     | 1:3            | Celtic                    | 1:0           | 0:3         |
| Crusaders F.C.                       | 0:9            | FC København              | 0:3           | 0:6         |
| Po lewej gospodarz pierwszego meczu. |                |                           |               |             |

### Pierwsze mecze
| 12 lipca 2016 | Qarabağ FK            | 2:0   | F91 Dudelange |                                                                                        |
| 19:00 CET     | Almeida 10' (k.), 27' | (2:0) |               | Stadion Republikański im. Tofiqa Bəhramova, Baku Widzów: 18 600 Sędzia: Orel Grinfeeld |

| 12 lipca 2016 | Hapoel Beer Szewa                        | 3:2   | Sheriff Tyraspol           |                                                                           |
| 19:50 CET     | Ogu 43' · Barda 52' (k.) · Radi 90' (k.) | (1:1) | Ivančić 22' · Brezovec 64' | Turner Stadium, Beer Szewa Widzów: 15 939 Sędzia: Carlos del Cerro Grande |

| 13 lipca 2016 | Olimpija Lublana                     | 3:4   | AS Trenczyn                                     |                                                             |
| 20:30 CET     | Velikonja 34' · Zajc 43' · Eleke 89' | (2:4) | Lawrence 4' · Kalu 6' · Janga 20' · Holúbek 32' | Stadion Stožice, Lublana Widzów: 5950 Sędzia: Ali Palabıyık |

| 12 lipca 2016 | Red Bull Salzburg | 1:0   | FK Lipawa |                                                                  |
| 20:30 CET     | Soriano 83'       | (0:0) |           | Red Bull Arena, Wals-Siezenheim Widzów: 6917 Sędzia: Enea Jorgji |

| 12 lipca 2016 | Wardar Skopje     | 1:2   | Dinamo Zagrzeb                  |                                                                                        |
| 20:45 CET     | Hambardzumjan 54' | (0:2) | Mijušković 21' (sam.) · Rog 30' | Arena Narodowa im. Filipa II Macedońskiego, Skopje Widzów: 17 000 Sędzia: Bobby Madley |

| 12 lipca 2016 | The New Saints F.C. | 0:0   | APOEL Nikozja |                                                      |
| 20:00 CET     |                     | (0:0) |               | Park Hall, Oswestry Widzów: 1056 Sędzia: Hugo Miguel |

| 12 lipca 2016 | Zrinjski Mostar | 1:1   | Legia Warszawa |                                                                             |
| 18:30 CET     | Katanec 57'     | (0:0) | Nikolić 49'    | Stadion pod Bijelim Brijegom, Mostar Widzów: 5500 Sędzia: Carlos Clos Gómez |

| 13 lipca 2016 | Łudogorec Razgrad          | 2:0   | Mladost Podgorica |                                                                 |
| 19:30 CET     | Moți 13' (k.) · Lukoki 26' | (2:0) |                   | Łudogorec Arena, Razgrad Widzów: 6000 Sędzia: Sergiej Łapoczkin |

| 12 lipca 2016 | Dinamo Tbilisi                       | 2:0   | Alaszkert |                                                                                 |
| 19:00 CET     | Kiteiszwili 55' · Kvilitaia 69' (k.) | (1:0) |           | Stadion im. Borisa Paiczadze, Tbilisi Widzów: 11 769 Sędzia: Sebastian Colțescu |

| 13 lipca 2016 | Žalgiris Wilno | 0:0   | FK Astana |                                                        |
| 19:15 CET     |                | (0:0) |           | Stadion LFF, Wilno Widzów: 4100 Sędzia: Vlado Glođović |

| 13 lipca 2016 | Partizani Tirana | 1:1   | Ferencvárosi TC |                                                           |
| 20:00 CET     | Fili 47'         | (0:0) | Böde 71'        | Elbasan Arena, Elbasan Widzów: 1700 Sędzia: Benoît Millot |

| 12 lipca 2016 | BATE Borysów                 | 2:0   | Seinäjoen JK |                                                              |
| 20:00 CET     | Kiendysz 32' · Radzionau 68' | (1:0) |              | Barysau-Arena, Borysów Widzów: 9247 Sędzia: Andris Treimanis |

| 12 lipca 2016 | Valletta FC | 1:2   | FK Crvena zvezda        |                                                                |
| 20:00 CET     | Falcone 15' | (1:0) | Katai 66' · Sikimić 75' | Hibernians Ground, Paola Widzów: 1098 Sędzia: Alexander Harkam |

| 13 lipca 2016 | Rosenborg BK                                 | 3:1   | IFK Norrköping |                                                                  |
| 19:15 CET     | Eyjólfsson 48' · Helland 62' · de Lanlay 65' | (0:0) | Andersson 70'  | Lerkendal Stadion, Trondheim Widzów: 11 595 Sędzia: Davide Massa |

| 13 lipca 2016 | Dundalk F.C. | 1:1   | FH         |                                                       |
| 20:45 CET     | McMillan 66' | (0:0) | Lennon 77' | Oriel Park, Dundalk Widzów: 3111 Sędzia: Nikoła Popow |

| 12 lipca 2016 | Lincoln Red Imps | 1:0   | Celtic |                                                                 |
| 20:00 CET     | L. Casciaro 48'  | (0:0) |        | Victoria Stadium, Gibraltar Widzów: 1632 Sędzia: Andreas Ekberg |

| 13 lipca 2016 | Crusaders F.C. | 0:3   | FC Kopenhaga                            |                                                        |
| 20:00 CET     |                | (0:2) | Santander 6' · Cornelius 40' · Falk 53' | Seaview, Belfast Widzów: 2069 Sędzia: Stephan Klossner |

### Rewanże
| 20 lipca 2016 | F91 Dudelange | 1:1   | Qarabağ FK     |                                                               |
| 18:00 CET     | N’Diaye 71'   | (0:0) | Reynaldo 90+4' | Stade Jos Nosbaum, Dudelange Widzów: 891 Sędzia: Kevin Clancy |

| 19 lipca 2016 | Sheriff Tyraspol | 0:0   | Hapoel Beer Szewa |                                                                    |
| 19:00 CET     |                  | (0:0) |                   | Stadionul Sheriff, Tyraspol Widzów: 8,184 Sędzia: Daniel Stefański |

| 20 lipca 2016 | AS Trenczyn          | 2:3   | Olimpija Lublana                    |                                                              |
| 20:15 CET     | Janga 13' · Bero 20' | (2:2) | Kelhar 41' · Eleke 45' · Klinar 79' | Štadión pod Dubňom, Żylina Widzów: 3,750 Sędzia: João Capela |

| 19 lipca 2016 | FK Lipawa | 0:2   | Red Bull Salzburg          |                                                               |
| 18:00 CET     |           | (0:1) | Berisha 35' · Bernardo 65' | Stadion Daugava, Lipawa Widzów: 3,633 Sędzia: Jonathan Lardot |

| 20 lipca 2016 | Dinamo Zagrzeb                         | 3:2   | Wardar Skopje                           |                                                         |
| 20:45 CET     | Pjaca 55' (k.), 70' (k.) · Machado 79' | (0:1) | Velkovski 39' · Schildenfeld 62' (sam.) | Maksimir, Zagrzeb Widzów: 10,142 Sędzia: Sergiej Iwanow |

| 19 lipca 2016 | APOEL Nikozja                                          | 3:0   | The New Saints F.C. |                                                              |
| 19:00 CET     | Alexandrou 54' · Sotiriou 73' · De Vincenti 90+5' (k.) | (0:0) |                     | Stadion GSP, Nikozja Widzów: 10,548 Sędzia: Nikola Dabanović |

| 19 lipca 2016 | Legia Warszawa        | 2:0   | Zrinjski Mostar |                                                                             |
| 20:45 CET     | Nikolić 28' (k.), 62' | (1:0) |                 | Stadion Wojska Polskiego, Warszawa Widzów: 12,784 Sędzia: Nicolas Rainville |

| 19 lipca 2016 | Mladost Podgorica | 0:3   | Łudogorec Razgrad               |                                                                     |
| 20:45 CET     |                   | (0:1) | Lukoki 39', 64' · Wanderson 48' | Stadion Pod Goricom, Podgorica Widzów: 4,300 Sędzia: Pol van Boekel |

| 19 lipca 2016 | Alaszkert     | 1:1   | Dinamo Tbilisi |                                                              |
| 17:00 CET     | Gjozaljan 51' | (0:1) | Dżigauri 21'   | Hanrapetakan, Erywań Widzów: 4,600 Sędzia: Mohammed Al-Hakim |

| 20 lipca 2016 | FK Astana         | 2:1   | Žalgiris Wilno |                                                            |
| 16:00 CET     | Aničić 31', 90+2' | (1:0) | Elivelto 57'   | Astana Arena, Astana Widzów: 18,449 Sędzia: Sandro Schäfer |

| 20 lipca 2016 | Ferencvárosi TC                  | 1:1 (pd.)               | Partizani Tirana                 |                                                               |
| 19:30 CET     | Gera 14' (k.)                    | (1:1, 1:1, 1:1, k. 1:3) | Hüsing 40' (sam.)                | Groupama Arena, Budapeszt Widzów: 8,752 Sędzia: Kristo Tohver |
| 19:30 CET     | · Gera · Šesták · Nagy · Ramírez | Rzuty karne             | · Hoxha · Vila · Trashi · Ekuban | Groupama Arena, Budapeszt Widzów: 8,752 Sędzia: Kristo Tohver |

| 19 lipca 2016 | Seinäjoen JK             | 2:2   | BATE Borysów            |                                                                         |
| 19:00 CET     | Ngueukam 44' · Riski 61' | (1:2) | Karnicki 15' · Ryas 29' | Seinäjoen keskuskenttä, Seinäjoki Widzów: 5,817 Sędzia: Bastian Dankert |

| 19 lipca 2016 | FK Crvena zvezda       | 2:1   | Valletta FC |                                                                   |
| 20:30 CET     | Donald 30' · Katai 76' | (1:1) | Caruana 11' | Stadion Crvena zvezda, Belgrad Widzów: 31,112 Sędzia: Tore Hansen |

| 20 lipca 2016 | IFK Norrköping                 | 3:2   | Rosenborg BK                     |                                                               |
| 19:15 CET     | Andersson 57', 77' · Nyman 59' | (0:1) | Gytkjær 36' (k.) · De Lanlay 55' | Idrottsparken, Norrköping Widzów: 10,372 Sędzia: Craig Pawson |

| 20 lipca 2016 | FH                                 | 2:2   | Dundalk F.C.      |                                                              |
| 21:15 CET     | Hewson 19' · K. F. Finnbogason 78' | (1:0) | McMillan 52', 62' | Kaplakriki, Hafnarfjörður Widzów: 1,850 Sędzia: Paolo Valeri |

| 20 lipca 2016 | Celtic                                   | 3:0   | Lincoln Red Imps |                                                                |
| 20:45 CET     | Lustig 23' · Griffiths 25' · Roberts 29' | (3:0) |                  | Celtic Park, Glasgow Widzów: 55,632 Sędzia: Bartosz Frankowski |

| 19 lipca 2016 | FC Kopenhaga                                                                      | 6:0   | Crusaders F.C. |                                                                    |
| 19:15 CET     | Pavlović 15' · Mitchell 45+1' (sam.) · Cornelius 48', 76' · Falk 58' · Greguš 68' | (2:0) |                | Parken, Kopenhaga Widzów: 6,924 Sędzia: Ante Vučemilović-Šimunović |

## III runda kwalifikacyjna
Od tej rundy turniej kwalifikacyjny będzie podzielony na 2 części – dla mistrzów i niemistrzów poszczególnych federacji:
- do startu w III rundzie kwalifikacyjnej dla mistrzów uprawnionych jest 20 drużyn (w tym 17 zwycięzców II rundy), z czego 10 rozstawiono;
- do startu w III rundzie kwalifikacyjnej w ścieżce ligowej uprawnionych jest 10 drużyn, z czego 5 jest rozstawionych.

Drużyny, które przegrały w tej rundzie, otrzymają prawo gry w rundzie play-off Ligi Europy UEFA.
Uwaga: Losowanie III rundy kwalifikacyjnej odbyło się przed zakończeniem II rundy, więc rozstawienia dokonano przyjmując założenie, że awans uzyska drużyna z wyższym współczynnikiem w poprzedniej rundzie.
    drużyny, które awansowały z II rundy kwalifikacyjnej
| Drużyny rozstawione    |        |
| Drużyna                | Wsp.   |
| Olympiakos SFP         | 70,940 |
| Celtic                 | 40,460 |
| APOEL Nikozja          | 35,935 |
| Legia Warszawa         | 28,000 |
| Dinamo Zagrzeb         | 25,775 |
| Drużyny nierozstawione |        |
| Drużyna                | Wsp.   |
| Rosenborg BK           | 12,850 |
| FK Astana              | 12,575 |
| Hapoel Beer Szewa      | 10,575 |
| Dinamo Tbilisi         | 5,875  |
| AS Trenczyn            | 5,400  |

| Drużyny rozstawione    |        |
| Drużyna                | Wsp.   |
| Viktoria Pilzno        | 44,585 |
| Red Bull Salzburg      | 42,520 |
| BATE Borysów           | 34,000 |
| Łudogorec Razgrad      | 25,625 |
| FC Kopenhaga           | 24,720 |
| Drużyny nierozstawione |        |
| Drużyna                | Wsp.   |
| Qarabağ FK             | 13,475 |
| Astra Giurgiu          | 11,076 |
| FK Crvena zvezda       | 7,175  |
| Dundalk F.C.           | 5,750  |
| Partizani Tirana       | 3,475  |

Wsp. – wartość współczynnika klubowego
Pogrubioną czcionką wyróżnione zespoły, które awansowały do kolejnej rundy.
Niebieską ramką zaznaczono drużyny, które w poprzedniej rundzie wyeliminowały drużynę o wyższym współczynniku i były losowane według współczynnika rywala (losowanie tej rundy odbyło się przed zakończeniem poprzedniej).
| Drużyny rozstawione | Drużyny rozstawione |
| Drużyna             | Wsp.                |
| ------------------- | ------------------- |
| Szachtar Donieck    | 81,976              |
| Ajax                | 58,112              |
| RSC Anderlecht      | 54,000              |
| Fenerbahçe SK       | 40,920              |
| Sparta Praga        | 40,585              |

| Drużyny nierozstawione | Drużyny nierozstawione |
| Drużyna                | Wsp.                   |
| ---------------------- | ---------------------- |
| PAOK FC                | 37,440                 |
| Steaua Bukareszt       | 36,576                 |
| AS Monaco              | 36,549                 |
| BSC Young Boys         | 24,755                 |
| FK Rostów              | 11,716                 |

Wsp. – wartość współczynnika klubowego
Pogrubioną czcionką wyróżnione zespoły, które awansowały do kolejnej rundy.
| Drużyna 1                            | Wynik dwumeczu      | Drużyna 2           | Pierwszy mecz       | Drugi mecz          |                     |
| Ścieżka mistrzowska                  | Ścieżka mistrzowska | Ścieżka mistrzowska | Ścieżka mistrzowska | Ścieżka mistrzowska | Ścieżka mistrzowska |
| ------------------------------------ | ------------------- | ------------------- | ------------------- | ------------------- | ------------------- |
| Rosenborg BK                         | 2:4                 | APOEL Nikozja       | 2:1                 | 0:3                 |                     |
| Dinamo Zagrzeb                       | 3:0                 | Dinamo Tbilisi      | 2:0                 | 1:0                 |                     |
| Olympiakos SFP                       | 0:1                 | Hapoel Beer Szewa   | 0:0                 | 0:1                 |                     |
| FK Astana                            | 2:3                 | Celtic              | 1:1                 | 1:2                 |                     |
| AS Trenczyn                          | 0:1                 | Legia Warszawa      | 0:1                 | 0:0                 |                     |
| Viktoria Pilzno                      | 1:1 (br. wyj.)      | Qarabağ FK          | 0:0                 | 1:1                 |                     |
| Astra Giurgiu                        | 1:4                 | FC Kopenhaga        | 1:1                 | 0:3                 |                     |
| BATE Borysów                         | 1:3                 | Dundalk F.C.        | 1:0                 | 0:3                 |                     |
| Łudogorec Razgrad                    | 6:4                 | FK Crvena zvezda    | 2:2                 | 4:2 (dogr.)         |                     |
| Partizani Tirana                     | 0:3                 | Red Bull Salzburg   | 0:1                 | 0:2                 |                     |
| Ścieżka ligowa                       |                     |                     |                     |                     |                     |
| Ajax                                 | 3:2                 | PAOK FC             | 1:1                 | 2:1                 |                     |
| Sparta Praga                         | 1:3                 | Steaua Bukareszt    | 1:1                 | 0:2                 |                     |
| Szachtar Donieck                     | 2:2 (k. 2:4)        | BSC Young Boys      | 2:0                 | 0:2 (dogr.)         |                     |
| FK Rostów                            | 4:2                 | RSC Anderlecht      | 2:2                 | 2:0                 |                     |
| Fenerbahçe SK                        | 3:4                 | AS Monaco           | 2:1                 | 1:3                 |                     |
| Po lewej gospodarz pierwszego meczu. |                     |                     |                     |                     |                     |

### Pierwsze mecze
| 27 lipca 2016 | Rosenborg BK                  | 2:1   | APOEL Nikozja |                                                                   |
| 19:15 CET     | Gytkjaer 23' · Skjelvik 45+1' | (2:0) | Efrem 67'     | Lerkendal Stadion, Trondheim Widzów: 13,281 Sędzia: Slavko Vinčić |

| 26 lipca 2016 | Dinamo Zagrzeb          | 2:0   | Dinamo Tbilisi |                                                       |
| 20:45 CET     | Soudani 39' · Ćorić 42' | (2:0) |                | Maksimir, Zagrzeb Widzów: 10,258 Sędzia: Bobby Madden |

| 27 lipca 2016 | Olympiakos SFP | 0:0   | Hapoel Beer Szewa |                                                                                  |
| 20:45 CET     |                | (0:0) |                   | Stadion im. Jeorjosa Karaiskakisa, Pireus Widzów: 20,531 Sędzia: Manuel De Sousa |

| 27 lipca 2016 | FK Astana       | 1:1   | Celtic        |                                                             |
| 16:00 CET     | Łogwinienko 19' | (1:0) | Griffiths 78' | Astana Arena, Astana Widzów: 29,000 Sędzia: Paolo Mazzoleni |

| 27 lipca 2016 | AS Trenczyn | 0:1   | Legia Warszawa |                                                                    |
| 20:30 CET     |             | (0:0) | Nikolić 69'    | Štadión pod Dubňom, Żylina Widzów: 5,866 Sędzia: Alaksiej Kulbakou |

| 26 lipca 2016 | Viktoria Pilzno | 0:0   | Qarabağ FK |                                                                |
| 20:15 CET     |                 | (0:0) |            | Doosan Arena, Pilzno Widzów: 10,269 Sędzia: Ałeksandar Stawrew |

| 27 lipca 2016 | Astra Giurgiu | 1:1   | FC Kopenhaga |                                                              |
| 19:30 CET     | Teixeira 7'   | (1:0) | Delaney 64'  | Marin Anastasovici, Giurgiu Widzów: 2,381 Sędzia: István Vad |

| 26 lipca 2016 | BATE Borysów     | 1:0   | Dundalk F.C. |                                                                 |
| 20:00 CET     | Hardziejczuk 70' | (0:0) |              | Barysau-Arena, Borysów Widzów: 11,321 Sędzia: Yevhen Aranovskiy |

| 26 lipca 2016 | Łudogorec Razgrad     | 2:2   | FK Crvena zvezda      |                                                                     |
| 20:00 CET     | Cafu 43' · Keșerü 76' | (1:0) | Katai 48' · Kanga 66' | Łudogorec Arena, Razgrad Widzów: 7,759 Sędzia: Martin Strömbergsson |

| 26 lipca 2016 | Partizani Tirana | 0:1   | Red Bull Salzburg |                                                                       |
| 20:15 CET     |                  | (0:0) | Soriano 70' (k.)  | Stadiumi Ruzhdi Bizhuta, Elbasan Widzów: 4,000 Sędzia: Michael Oliver |

| 26 lipca 2016 | Ajax        | 1:1   | PAOK FC    |                                                                  |
| 20:45 CET     | Dolberg 58' | (0:1) | Campos 27' | Amsterdam ArenA, Amsterdam Widzów: 45,640 Sędzia: Javier Estrada |

| 26 lipca 2016 | Sparta Praga | 1:1   | Steaua Bukareszt |                                                             |
| 20:00 CET     | Šural 35'    | (1:1) | Stanciu 75'      | Generali Arena, Praga Widzów: 13,257 Sędzia: Daniel Siebert |

| 26 lipca 2016 | Szachtar Donieck            | 2:0   | BSC Young Boys |                                                         |
| 20:45 CET     | Bernard 27' · Sełezniow 75' | (1:0) |                | Arena Lwów, Lwów Widzów: 7,477 Sędzia: Serdar Gözübüyük |

| 26 lipca 2016 | FK Rostów                 | 2:2   | RSC Anderlecht           |                                                                     |
| 20:30 CET     | Ezatolahi 16' · Połoz 60' | (1:1) | Hanni 3' · Tielemans 52' | Stadion Olimp-2, Rostów nad Donem Widzów: 14,770 Sędzia: Luca Banti |

| 27 lipca 2016 | Fenerbahçe SK    | 2:1   | AS Monaco  |                                                                              |
| 20:30 CET     | Emenike 39', 61' | (1:1) | Falcao 42' | Fenerbahçe Şükrü Saracoğlu, Stambuł Widzów: 12,223 Sędzia: Jesús Gil Manzano |

### Rewanże
| 2 sierpnia 2016 | APOEL Nikozja                                     | 3:0   | Rosenborg BK |                                                              |
| 19:00 CET       | Janiotas 90+1' · Vander 90+6' · De Vincenti 90+9' | (0:0) |              | Stadion GSP, Nikozja Widzów: 15,559 Sędzia: Paweł Raczkowski |

| 2 sierpnia 2016 | Dinamo Tbilisi | 0:1   | Dinamo Zagrzeb |                                                                               |
| 19:00 CET       |                | (0:1) | Rog 8'         | Stadion im. Borisa Paiczadze, Tbilisi Widzów: 21,510 Sędzia: Miroslav Zelinka |

| 3 sierpnia 2016 | Hapoel Beer Szewa | 1:0   | Olympiakos SFP |                                                                  |
| 20:00 CET       | Cedek 79'         | (0:0) |                | Turner Stadium, Beer Szewa Widzów: 15,500 Sędzia: Benoît Bastien |

| 3 sierpnia 2016 | Celtic                                    | 2:1   | FK Astana   |                                                           |
| 20:45 CET       | Griffiths 45+3' (k.) · Dembélé 90+1' (k.) | (1:0) | Ibraimi 62' | Celtic Park, Glasgow Widzów: 52,952 Sędzia: István Kovács |

| 3 sierpnia 2016 | Legia Warszawa | 0:0   | AS Trenczyn |                                                                                 |
| 20:45 CET       |                | (0:0) |             | Stadion Wojska Polskiego, Warszawa Widzów: 21,850 Sędzia: Władysław Biezborodow |

| 2 sierpnia 2016 | Qarabağ FK | 1:1   | Viktoria Pilzno |                                                                                       |
| 18:30 CET       | Muarem 28' | (1:0) | Krmenčík 85'    | Stadion Republikański im. Tofiqa Bəhramova, Baku Widzów: 30,792 Sędzia: Hüseyin Göçek |

| 3 sierpnia 2016 | FC Kopenhaga                         | 3:0   | Astra Giurgiu |                                                      |
| 19:45 CET       | Cornelius 14', 45+2' · Santander 34' | (3:0) |               | Parken, Kopenhaga Widzów: 16,853 Sędzia: Liran Liany |

| 2 sierpnia 2016 | Dundalk F.C.                   | 3:0   | BATE Borysów |                                                             |
| 21:00 CET       | McMillan 44', 59' · Benson 90' | (1:0) |              | Tallaght Stadium, Dublin Widzów: 4,645 Sędzia: Jakob Kehlet |

| 2 sierpnia 2016 | FK Crvena zvezda             | 2:4 (pd.)       | Łudogorec Razgrad                  |                                                                  |
| 20:30 CET       | Donald 17' · Ibáñez 62' (k.) | (1:2, 2:2, 2:4) | Cafu 24' · Wanderson 40', 92', 97' | Stadion Crvena Zvezda, Belgrad Widzów: 50,223 Sędzia: Luca Banti |

| 3 sierpnia 2016 | Red Bull Salzburg           | 2:0   | Partizani Tirana |                                                              |
| 20:30 CET       | Soriano 76' · Wanderson 81' | (0:0) |                  | Red Bull Arena, Salzburg Widzów: 7,853 Sędzia: Ivan Kružliak |

| 3 sierpnia 2016 | PAOK FC        | 1:2   | Ajax                     |                                                               |
| 20:30 CET       | Atanasiadis 4' | (1:1) | Klaassen 45+1' (k.), 88' | Stadion Tumba, Saloniki Widzów: 24,930 Sędzia: Anthony Taylor |

| 3 sierpnia 2016 | Steaua Bukareszt | 2:0   | Sparta Praga |                                                                 |
| 19:45 CET       | Stanciu 31', 62' | (1:0) |              | Arena Narodowa, Bukareszt Widzów: 37,127 Sędzia: Danny Makkelie |

| 3 sierpnia 2016 | BSC Young Boys                                 | 2:0 (pd.)               | Szachtar Donieck                 |                                                                    |
| 20:15 CET       | Kubo 54', 60'                                  | (0:0, 2:0, 2:0, k. 4:2) |                                  | Stade de Suisse Wankdorf, Berno Widzów: 9,365 Sędzia: Ruddy Buquet |
| 20:15 CET       | · Hoarau · Kubo · Hadergjonaj · Rochat · Gajić | Rzuty karne             | · Srna · Fred · Rakicki · Marlos | Stade de Suisse Wankdorf, Berno Widzów: 9,365 Sędzia: Ruddy Buquet |

| 3 sierpnia 2016 | RSC Anderlecht | 0:2   | FK Rostów             |                                                                        |
| 20:45 CET       |                | (0:1) | Noboa 28' · Azmun 47' | Stade Constant Vanden Stock, Bruksela Widzów: 19,464 Sędzia: Matej Jug |

| 3 sierpnia 2016 | AS Monaco                         | 3:1   | Fenerbahçe SK |                                                                    |
| 20:45 CET       | Germain 3', 65' · Falcao 18' (k.) | (2:0) | Emenike 54'   | Stadion Ludwika II, Monako Widzów: 8,403 Sędzia: Artur Soares Dias |

## Runda play-off
W tej rundzie kwalifikacji utrzymany został podział na 2 ścieżki – mistrzowską i ligową:
- do startu w rundzie play-off w ścieżce mistrzowskiej uprawnionych zostanie 10 drużyn (zwycięzców III rundy), z czego 5 będzie rozstawionych;
- do startu w rundzie play-off w ścieżce ligowej uprawnionych zostanie 10 drużyn (w tym 5 zwycięzców III rundy), z czego 5 będzie rozstawionych.

Drużyny, które przegrały w tej rundzie, otrzymają prawo gry w fazie grupowej Ligi Europy UEFA. Losowanie odbyło się 5 sierpnia 2016.
    drużyny, które awansowały z III rundy kwalifikacyjnej
| Viktoria Pilzno   | 44,585 |
| Red Bull Salzburg | 42,520 |
| Celtic            | 40,460 |
| APOEL Nikozja     | 35,935 |
| Legia Warszawa    | 28,000 |

| Dinamo Zagrzeb    | 25,775 |
| Łudogorec Razgrad | 25,625 |
| FC Kopenhaga      | 24,720 |
| Hapoel Beer Szewa | 4,725  |
| Dundalk F.C.      | 2,590  |

Wsp. – wartość współczynnika klubowego
Pogrubioną czcionką wyróżnione zespoły, które awansowały do fazy grupowej.
| Manchester City          | 99,256 |
| FC Porto                 | 92,616 |
| Villarreal CF            | 60,142 |
| Ajax                     | 58,112 |
| Borussia Mönchengladbach | 42,035 |

| Roma             | 41,587 |
| Steaua Bukareszt | 36,576 |
| AS Monaco        | 36,549 |
| BSC Young Boys   | 24,755 |
| FK Rostów        | 11,716 |

Wsp. – wartość współczynnika klubowego
Pogrubioną czcionką wyróżnione zespoły, które awansowały do fazy grupowej.
| Drużyna 1                            | Wynik dwumeczu      | Drużyna 2                | Pierwszy mecz       | Drugi mecz          |                     |
| Ścieżka mistrzowska                  | Ścieżka mistrzowska | Ścieżka mistrzowska      | Ścieżka mistrzowska | Ścieżka mistrzowska | Ścieżka mistrzowska |
| ------------------------------------ | ------------------- | ------------------------ | ------------------- | ------------------- | ------------------- |
| Łudogorec Razgrad                    | 4:2                 | Viktoria Pilzno          | 2:0                 | 2:2                 |                     |
| Celtic                               | 5:4                 | Hapoel Beer Szewa        | 5:2                 | 0:2                 |                     |
| FC Kopenhaga                         | 2:1                 | APOEL Nikozja            | 1:0                 | 1:1                 |                     |
| Dundalk F.C.                         | 1:3                 | Legia Warszawa           | 0:2                 | 1:1                 |                     |
| Dinamo Zagrzeb                       | 3:2                 | Red Bull Salzburg        | 1:1                 | 2:1 (dogr.)         |                     |
| Ścieżka ligowa                       |                     |                          |                     |                     |                     |
| Steaua Bukareszt                     | 0:6                 | Manchester City          | 0:5                 | 0:1                 |                     |
| FC Porto                             | 4:1                 | Roma                     | 1:1                 | 3:0                 |                     |
| Ajax                                 | 2:5                 | FK Rostów                | 1:1                 | 1:4                 |                     |
| BSC Young Boys                       | 2:9                 | Borussia Mönchengladbach | 1:3                 | 1:6                 |                     |
| Villarreal CF                        | 1:3                 | AS Monaco                | 1:2                 | 0:1                 |                     |
| Po lewej gospodarz pierwszego meczu. |                     |                          |                     |                     |                     |

### Pierwsze mecze
| 17 sierpnia 2016 | Łudogorec Razgrad            | 2:0   | Viktoria Pilzno |                                                  |
| 20:45 CET        | Moți 51' (k.) · Misidjan 64' | (0:0) |                 | Stadion Narodowy, Sofia Sędzia: Mark Clattenburg |

| 17 sierpnia 2016 | Celtic                                                    | 5:2   | Hapoel Beer Szewa           |                                            |
| 20:45 CET        | Rogić 9' · Griffiths 39', 45+1' · Dembélé 73' · Brown 85' | (3:0) | Maranhão 55' · Melikson 57' | Celtic Park, Glasgow Sędzia: Damir Skomina |

| 16 sierpnia 2016 | FC Kopenhaga | 1:0   | APOEL Nikozja |                                          |
| 20:45 CET        | Pavlović 43' | (1:0) |               | Parken, Kopenhaga Sędzia: Pavel Královec |

| 17 sierpnia 2016 | Dundalk F.C. | 0:2   | Legia Warszawa                    |                                             |
| 20:45 CET        |              | (0:0) | Nikolić 56' (k.) · Prijović 90+4' | Aviva Stadium, Dublin Sędzia: Deniz Aytekin |

| 16 sierpnia 2016 | Dinamo Zagrzeb | 1:1   | Red Bull Salzburg |                                                  |
| 20:45 CET        | Rog 76' (k.)   | (0:0) | Lazaro 59'        | Maksimir, Zagrzeb Sędzia: Anastasios Sidiropulos |

| 16 sierpnia 2016 | Steaua Bukareszt | 0:5   | Manchester City                               |                                                  |
| 20:45 CET        |                  | (0:2) | Silva 13' · Agüero 41', 78', 89' · Nolito 49' | Arena Narodowa, Bukareszt Sędzia: Daniele Orsato |

| 17 sierpnia 2016 | FC Porto             | 1:1   | Roma              |                                                |
| 20:45 CET        | André Silva 61' (k.) | (0:1) | Felipe 21' (sam.) | Estádio do Dragão, Porto Sędzia: Björn Kuipers |

| 16 sierpnia 2016 | Ajax              | 1:1   | FK Rostów |                                                   |
| 20:45 CET        | Klaassen 38' (k.) | (1:1) | Noboa 13' | Amsterdam Arena, Amsterdam Sędzia: William Collum |

| 16 sierpnia 2016 | BSC Young Boys | 1:3   | Borussia Mönchengladbach                   |                                                        |
| 20:45 CET        | Sulejmani 56'  | (0:1) | Raffael 11' · Hahn 67' · Rochat 69' (sam.) | Stade de Suisse Wankdorf, Berno Sędzia: Nicola Rizzoli |

| 17 sierpnia 2016 | Villarreal CF | 1:2   | AS Monaco                            |                                             |
| 20:45 CET        | Pato 36'      | (1:1) | Fabinho 3' (k.) · Bernardo Silva 72' | El Madrigal, Villarreal Sędzia: Felix Brych |

### Rewanże
| 23 sierpnia 2016 | Viktoria Pilzno       | 2:2   | Łudogorec Razgrad           |                                                       |
| 20:45 CET        | Ďuriš 7' · Matějů 64' | (1:1) | Misidjan 17' · Keșerü 90+5' | Doosan Arena, Pilzno Sędzia: Alberto Undiano Mallenco |

| 23 sierpnia 2016 | Hapoel Beer Szewa     | 2:0   | Celtic |                                                |
| 20:45 CET        | Sahar 21' · Hoban 48' | (1:0) |        | Turner Stadium, Beer Szewa Sędzia: Bas Nijhuis |

| 24 sierpnia 2016 | APOEL Nikozja | 1:1   | FC Kopenhaga  |                                              |
| 20:45 CET        | Sotiriou 69'  | (0:0) | Santander 86' | Stadion GSP, Nikozja Sędzia: Gianluca Rocchi |

| 23 sierpnia 2016 | Legia Warszawa   | 1:1   | Dundalk F.C. |                                                              |
| 20:45 CET        | Kucharczyk 90+2' | (0:1) | Benson 19'   | Stadion Wojska Polskiego, Warszawa Sędzia: Svein Oddvar Moen |

| 24 sierpnia 2016 | Red Bull Salzburg | 1:2 (pd.)       | Dinamo Zagrzeb              |                                                |
| 20:45 CET        | Lazaro 22'        | (1:0, 1:1, 1:2) | Fernándes 87' · Soudani 95' | Red Bull Arena, Salzburg Sędzia: Craig Thomson |

| 24 sierpnia 2016 | Manchester City | 1:0   | Steaua Bukareszt |                                                          |
| 20:45 CET        | Delph 56'       | (0:0) |                  | City of Manchester Stadium, Manchester Sędzia: Paweł Gil |

| 23 sierpnia 2016 | Roma | 0:3   | FC Porto                           |                                                |
| 20:45 CET        |      | (0:1) | Felipe 8' · Layún 73' · Corona 75' | Stadio Olimpico, Rzym Sędzia: Szymon Marciniak |

| 24 sierpnia 2016 | FK Rostów                                       | 4:1   | Ajax              |                                                         |
| 20:45 CET        | Azmun 34' · Erochin 52' · Noboa 60' · Połoz 66' | (1:0) | Klaassen 84' (k.) | Stadion Olimp-2, Rostów nad Donem Sędzia: Milorad Mažić |

| 24 sierpnia 2016 | Borussia Mönchengladbach                    | 6:1   | BSC Young Boys |                                                       |
| 20:45 CET        | Hazard 9', 64', 84' · Raffael 33', 40', 77' | (3:0) | Ravet 79'      | Borussia-Park, Mönchengladbach Sędzia: Andre Marriner |

| 23 sierpnia 2016 | AS Monaco          | 1:0   | Villarreal CF |                                                   |
| 20:45 CET        | Fabinho 90+1' (k.) | (0:0) |               | Stadion Ludwika II, Monako Sędzia: Jonas Eriksson |